# Saludo cubano
Saludo cubano es un disco de varios intérpretes cubanos, lanzado en 1971 por el sello chileno Discoteca del Cantar Popular, y grabado en un concierto realizado en Chile por los músicos de Orquesta Aragón, Ela Calvo, Los Papines, Carlos Puebla y sus Tradicionales.
Entre otros temas, el disco contiene la famosa canción Si vas para Chile, un vals compuesto en 1942 por el chileno Chito Faró e interpretado en esta ocasión por la Orquesta Aragón.
Este disco posee dos sencillos, lanzados el mismo año bajo el mismo sello DICAP, y llamados Si vas por Chile / Yo vendo unos ojos negros y Emiliana / Ahora te toca a ti minero.

## Lista de canciones
| Lado A |                     |               |                                 |          |  |
| N.º    | Título              | Escritor(es)  | Intérprete                      | Duración |  |
| 1.     | «Emiliana»          | Carlos Puebla | Carlos Puebla y Orquesta Aragón |          |  |
| 2.     | «Saludo cubano»     | D. R.         | Todo el elenco                  |          |  |
| 3.     | «Tasca-Tasca»       | L. Abreli     | Los Papines                     |          |  |
| 4.     | «Delirio»           | D. R.         | Ela Calvo                       |          |  |
| 5.     | «Si vas para Chile» | Chito Faró    | Orquesta Aragón                 |          |  |

| Lado B |                             |                                   |                                   |          |  |
| N.º    | Título                      | Escritor(es)                      | Intérprete                        | Duración |  |
| 6.     | «Qué linda es Cuba»         | E. Sabont                         | Todo el elenco                    |          |  |
| 7.     | «Ahora te toca a ti minero» | Carlos Puebla y sus Tradicionales | Carlos Puebla y sus Tradicionales |          |  |
| 8.     | «Yo vendo unos ojos negros» | D. R. (tradicional)               | Ela Calvo                         |          |  |
| 9.     | «Pare cochero»              | Egues                             | Orquesta Aragón                   |          |  |

## Créditos
- Vicente y Antonio Larrea: fotografía y diseño gráfico.[1]